# Heteroconger digueti
Heteroconger digueti is een  straalvinnige vissensoort uit de familie van zeepalingen (Congridae). De wetenschappelijke naam van de soort is voor het eerst geldig gepubliceerd in 1923 door Pellegrin.
De soort staat op de Rode Lijst van de IUCN als niet bedreigd, beoordelingsjaar 2007.